# M台灣計畫
行動台灣計畫，簡稱M台灣計畫（M-Taiwan），是台灣新十大建設計畫之一，於2003年11月由游錫堃內閣推動，並於2005年6月立法院通過。
2004年8月，行政院產業科技發展策略會議中，行政院國家資訊通信發展推動小組（NICI）規劃行動生活產業科技發展策略，研擬出「行動台灣計畫」，分為內政部負責執行的「寬頻管道建置計畫」及經濟部負責執行的「行動台灣應用推動計畫」，藉此計畫加速無線寬頻應用並帶動通訊產業發展。

## 目的
更改編輯

## 內容
- 鋪設寬頻網路管線，打造全台無線上網。
- 分十個子計畫執行，分別是：

1. 寬頻管道建置
2. 寬頻管道建置作業管理
3. 行動台灣應用基礎建設開發
4. 行動台灣應用基礎建設開發作業管理
5. 建立共通平台
6. 建立漫遊中心
7. m - Taiwan 研究
8. m - 教育訓練
9. 計畫宣導教育
10. 雙網整合分項計畫

## 效益
- 降低寬頻費率
- 讓行動生活更普及

## 外部連結
- 行政院科技顧問組 M台灣計畫記者會新聞稿[永久](無法連接)
- 電子時報－行動台灣（页面存档备份，存于）
- 內政部營建署 M台灣計畫-寬頻管道建置計畫(無法連接)